# Gigg Lane
Das Gigg Lane (durch Sponsoringvertrag offiziell Planet-U Energy Stadium) ist ein Fußballstadion in der englischen Stadt Bury, Greater Manchester. In den 1940er Jahren hatte die Anlage, mit Stehplätzen, eine Kapazität von 40.000 Zuschauern, während das derzeitige Platzangebot bei 11.800 Sitzplätzen liegt.

## Geschichte
Der Fußballverein FC Bury ließ die Gigg Lane 1885 bauen und war seitdem die Heimspielstätte des Clubs. Das erste Fußballspiel an der Gigg Lane fand am 12. September 1885 zwischen dem FC Bury und Wigan Athletic statt, das die Hausherren mit 4:3 gewannen. Die Spielstätte hat seit 1953 Flutlichter, obwohl das erste Flutlichtspiel im Jahre 1889 stattfand, als die Fußballliga noch keine Erlaubnis für Flutlichter zugelassen hatte.
Im November 2013 erwarb der in Bury gegründete Sportartikelhandel JD Sports Fashion die Sponsoringrechte an der Gigg Lane. Für drei Jahre hieß das Stadion JD Stadium. Im August 2017 wurde die Gigg Lane in The Energy Check Stadium at Gigg Lane, nach dem Energieversorgungsunternehmen Energy Checking Company Limited, umbenannt.
Im April 2017 kündigte der FC Bury den Bau eines neuen Stadions mit 15.000 bis 20.000 Plätzen innerhalb von drei Jahren an.
Im Februar 2019 bekam die Gigg Lane einen neuen Namen. Der in Leeds ansässige Lieferant von erneuerbaren Energien namens Planet-U Energy wurde für fünf Jahre Namenssponsor. Zum Vertrag gehört auch die komplette Versorgung des Stadions mit erneuerbaren Energien.
Im August 2019 wurde der FC Bury aus finanziellen Gründen von der Football League ausgeschlossen. Danach wurden an der Gigg Lane keine Ligaspiele mehr ausgetragen. Im Dezember des Jahres gründete sich der von Fans gegründete Nachfolgeverein Bury AFC. Zunächst spielte der Club im Stainton Park in Radcliffe. Ab der Saison 2023/24 wird der Verein, gegenwärtig in der neuntklassigen North West Counties Football League, seine Heimspiele an der Gigg Lane austragen.

## Andere Veranstaltungen
Das Stadion wird auch für zahlreiche andere Sportarten wie Rugby, Cricket, Baseball und Wrestling genutzt. Es wird außerdem von anderen Fußballvereinen genutzt. Beispielsweise spielt die Reservemannschaft von Manchester United in diesem Stadion, der FC United of Manchester nutzte von 2005 bis 2014 die Sportstätte bis zum Umzug in den Broadhurst Park.

## Besucherrekorde und Zuschauerschnitt
Der Zuschauerrekord im Gigg Lane wurde am 9. Januar 1960 beim Spiel der 3. Runde im FA Cup 1959/60 zwischen dem FC Bury und den Bolton Wanderers mit 35.000 Besuchern aufgestellt. In modernen Zeiten der Sitzplatzstadien liegt die höchste Besucherzahl bei 9.115. Sie wurde bei einem Spiel des FC Bury gegen den FC Burnley am 26. Dezember 1999 aufgestellt. Der Negativrekord beträgt 461 Zuschauer beim Spiel der Freight Rover Trophy zwischen Bury und den Tranmere Rovers am 26. Februar 1986.
- 2014/15: 3.774 (Football League Two)
- 2015/16: 3.751 (Football League One)
- 2016/17: 3.845 (Football League One)
- 2017/18: 3.931 (Football League One)